# Associazione Calcio Padova 1957-1958
Questa pagina raccoglie le informazioni riguardanti l'Associazione Calcio Padova nelle competizioni ufficiali della stagione 1957-1958.

## Stagione
La squadra guidata da Nereo Rocco conclude la stagione al terzo posto in Serie A alle spalle di Juventus e Fiorentina, miglior risultato sportivo della storia del club.

## Divise
| 1ª maglia |

## Organigramma societario
Area direttiva
- Presidente: Bruno Pollazzi

Area tecnica
- Allenatore: Nereo Rocco

## Rosa

Giovanni Azzini, Kurt Hamrin e Aurelio Scagnellato.

| N. |                   | Ruolo | Calciatore            |
| -- | ----------------- | ----- | --------------------- |
|    | Italia (bandiera) | P     | Giorgio Bolognesi     |
|    | Italia (bandiera) | P     | Antonio Pin           |
|    | Italia (bandiera) | D     | Ambrosini             |
|    | Italia (bandiera) | D     | Giovanni Azzini       |
|    | Italia (bandiera) | D     | Remo Bertoni          |
|    | Italia (bandiera) | D     | Ivano Blason          |
|    | Italia (bandiera) | D     | Romano Forin          |
|    | Italia (bandiera) | D     | Pregnolato Giuseppino |
|    | Italia (bandiera) | D     | Aurelio Scagnellato   |
|    | Italia (bandiera) | D     | Aldo Secco            |
|    | Italia (bandiera) | C     | Silvano Chiumento     |
|    | Italia (bandiera) | C     | Paolo Ferrari         |
|    | Italia (bandiera) | C     | Renato Luosi          |
|    | Italia (bandiera) | C     | Giacomo Mari          |

| N. |                      | Ruolo | Calciatore          |
| -- | -------------------- | ----- | ------------------- |
|    | Italia (bandiera)    | C     | Luigi Menti         |
|    | Italia (bandiera)    | C     | Silvano Moro        |
|    | Italia (bandiera)    | C     | Sergio Pison        |
|    | Italia (bandiera)    | C     | Luigi Zannier       |
|    | Italia (bandiera)    | A     | Guido Bona          |
|    | Italia (bandiera)    | A     | Enore Boscolo       |
|    | Italia (bandiera)    | A     | Sergio Brighenti    |
|    | Italia (bandiera)    | A     | Giuseppe Galtarossa |
|    | Svezia (bandiera)    | A     | Kurt Hamrin         |
|    | Italia (bandiera)    | A     | Amos Mariani        |
|    | Argentina (bandiera) | A     | Adolfo Morello      |
|    | Italia (bandiera)    | A     | Novello             |
|    | Argentina (bandiera) | A     | Humberto Rosa       |
|    | Italia (bandiera)    | A     | Giuliano Turatti    |

## Risultati

### Serie A

#### Girone d'andata
| Arbitro: | Ferrari (Milano) |

|                                   |           |            |
| Hamrin 24’ Moro 28’ Chiumento 34’ | Marcatori | 25’ Burini |

| Arbitro: | Boati (Milano) |

|             |           |                                      |
| Firotto 68’ | Marcatori | 19’ Rosa 34’ (rig.), 44’, 59’ Hamrin |

| Arbitro: | Jonni (Macerata) |

|                                             |           |             |
| Da Costa 59’ Giuliano 75’ (rig.) Secchi 89’ | Marcatori | 62’ Boscolo |

| Padova 29 settembre 1957 | Padova            | 0 – 0 | Inter | Stadio Silvio Appiani\| Arbitro: \| Marchese (Napoli) \| |
| Arbitro:                 | Marchese (Napoli) |       |       |                                                          |

| Arbitro: | Marchetti (Milano) |

|                              |           |                 |
| Boniperti 30’ Stivanello 33’ | Marcatori | 85’ (rig.) Moro |

| Arbitro: | Mori (Cremona) |

|                                                          |           |  |
| Pesaola 41’ Franchini 50’ (rig.) Vinício 58’ Brugola 71’ | Marcatori |  |

| Arbitro: | Righi (Milano) |

|            |           |  |
| Hamrin 49’ | Marcatori |  |

| Arbitro: | Gambarotta (Genova) |

|                             |           |  |
| Hamrin 22’, 74’ (rig.), 76’ | Marcatori |  |

| Arbitro: | Marchese (Napoli) |

|          |           |            |
| Mion 27’ | Marcatori | 38’ Hamrin |

| Arbitro: | Angelini (Firenze) |

|                             |           |  |
| Brighenti II 56’ Hamrin 73’ | Marcatori |  |

| Arbitro: | Righi (Milano) |

|                    |           |              |
| Chiumento 24’, 65’ | Marcatori | 27’ Traverso |

| Arbitro: | Guarnaschelli (Pavia) |

|                 |           |                    |
| Fontanesi I 29’ | Marcatori | 65’ Pison 81’ Rosa |

| Arbitro: | Marchese (Napoli) |

|                           |           |  |
| Boscolo 22’, 83’ Rosa 74’ | Marcatori |  |

| Arbitro: | Ferrari (Milano) |

|                 |           |            |
| Stefanini I 64’ | Marcatori | 71’ Hamrin |

| Arbitro: | Bonetto (Torino) |

|                |           |            |
| Schiaffino 89’ | Marcatori | 65’ Hamrin |

| Bologna 5 gennaio 1958 | Bologna      | 0 – 0 | Padova | Stadio Comunale\| Arbitro: \| Adami (Roma) \| |
| Arbitro:               | Adami (Roma) |       |        |                                               |

| Arbitro: | Orlandini (Roma) |

|                                              |           |                                    |
| Brighenti II 45’ Boscolo 58’ Moro 66’ (rig.) | Marcatori | 13’ Virgili 82’ (aut.) Scagnellato |

#### Girone di ritorno
| Arbitro: | Annoscia (Bari) |

|             |           |  |
| Pinardi 51’ | Marcatori |  |

| Arbitro: | Boati (Milano) |

|                                                      |           |                                       |
| Hamrin 8’, 24’, 28’, 42’ Delfino 16’ (aut.) Rosa 67’ | Marcatori | 68’, 88’ (rig.) Dal Monte 80’ Abbadie |

| Arbitro: | Ferrari (Milano) |

|                                           |           |  |
| Brighenti II 79’ Moro 80’ (rig.) Rosa 89’ | Marcatori |  |

| Milano 16 febbraio 1958 | Inter   | 0 – 0 | Padova | Stadio San Siro\| Arbitro: \| Lemesic \| |
| Arbitro:                | Lemesic |       |        |                                          |

| Arbitro: | Orlandini (Roma) |

|          |           |               |
| Rosa 38’ | Marcatori | 78’ Stacchini |

| Arbitro: | Marchetti (Milano) |

|                                        |           |  |
| Brighenti II 21’ Hamrin 30’ Blason 76’ | Marcatori |  |

| Arbitro: | Righi (Milano) |

|               |           |                       |
| De Marchi 56’ | Marcatori | 43’, 75’ Brighenti II |

| Arbitro: | Maurelli (Roma) |

|                     |           |  |
| Pellis 21’ Arce 71’ | Marcatori |  |

| Arbitro: | Moriconi (Roma) |

|  |           |                              |
|  | Marcatori | 58’ Ronzon 59’, 70’ Zavaglio |

| Arbitro: | Maurelli (Roma) |

|                                       |           |                        |
| Brighenti II 17’, 19’ Moro 75’ (rig.) | Marcatori | 54’ Grillo 90’ Mariani |

| Arbitro: | Seipelt |

|                             |           |                              |
| Firmani 60’, 72’ Vicini 88’ | Marcatori | 57’ Brighenti II 80’ Turatti |

| Alessandria 20 aprile 1958 | Alessandria       | 0 – 0 | Padova | Stadio Giuseppe Moccagatta\| Arbitro: \| Fornari (Bologna) \| |
| Arbitro:                   | Fornari (Bologna) |       |        |                                                               |

| Padova 27 aprile 1958 | Padova          | 0 – 0 | Udinese | Stadio Silvio Appiani\| Arbitro: \| Perego (Milano) \| |
| Arbitro:              | Perego (Milano) |       |         |                                                        |

| Arbitro: | Rebuffo (Milano) |

|            |           |            |
| Vitali 19’ | Marcatori | 79’ Hamrin |

| Arbitro: | Marchese (Napoli) |

|                             |           |  |
| Brighenti II 11’ Hamrin 57’ | Marcatori |  |

| Arbitro: | Marchetti (Milano) |

|                                   |           |                 |
| Boscolo 27’, 58’ Brighenti II 29’ | Marcatori | 60’ (rig.) Bodi |

| Arbitro: | Ferrari (Milano) |

|                                                           |           |             |
| Virgili 2’, 66’ Montuori 5’, 52’ Julinho 34’ Bizzarri 47’ | Marcatori | 74’ Turatti |

### Coppa Italia

#### Fase a gironi
| Arbitro: | Marangio (Roma) |

|                                                     |           |                                        |
| Chiumento 5’, 81’ Brighenti II 14’, 69’ Novello 55’ | Marcatori | 4’, 26’ Canella 29’ (aut.) Scagnellato |

| Arbitro: | Rebuffo (Milano) |

|                    |           |                  |
| De Marchi 58’, 86’ | Marcatori | 88’ Brighenti II |

| Arbitro: | Ubezio (Novara) |

|                     |           |          |
| Favini 40’ Nova 85’ | Marcatori | 90’ Moro |

| Arbitro: | De Marchi (Pordenone) |

|           |           |                             |
| Rossi 38’ | Marcatori | 37’ Bertoni 80’ (rig.) Moro |

| Arbitro: | Liverani (Torino) |

|                  |           |  |
| Brighenti II 57’ | Marcatori |  |

| Arbitro: | Maurelli (Roma) |

|                                       |           |           |
| Brighenti II 20’, 80’ Moro 65’ (rig.) | Marcatori | 9’ Favini |

#### Fase finale
| Arbitro: | Rebuffo (Milano) |

|                       |           |             |
| Hamrin 29’ Petris 30’ | Marcatori | 15’ Mariani |

## Statistiche

### Statistiche di squadra
| Competizione | Punti | In casa | In casa | In casa | In casa | In casa | In casa | In trasferta | In trasferta | In trasferta | In trasferta | In trasferta | In trasferta | Totale | Totale | Totale | Totale | Totale | Totale | DR  |
| Competizione | Punti | G       | V       | N       | P       | Gf      | Gs      | G            | V            | N            | P            | Gf           | Gs           | G      | V      | N      | P      | Gf     | Gs     | DR  |
| ------------ | ----- | ------- | ------- | ------- | ------- | ------- | ------- | ------------ | ------------ | ------------ | ------------ | ------------ | ------------ | ------ | ------ | ------ | ------ | ------ | ------ | --- |
| Serie A      | 30    | 17      | 8       | 6       | 3       | 22      | 11      | 17           | 1            | 6            | 10           | 14           | 31           | 34     | 9      | 12     | 13     | 36     | 42     | -6  |
| Coppa Italia | 3     | 3       | 1       | 1       | 1       | 8       | 4       | 3            | 0            | 0            | 3            | 2            | 11           | 6      | 1      | 1      | 4      | 10     | 14     | -4  |
| Totale       |       | 20      | 9       | 7       | 4       | 30      | 15      | 20           | 1            | 6            | 13           | 16           | 42           | 40     | 10     | 13     | 17     | 46     | 56     | -10 |

### Statistiche dei giocatori[2]
| Giocatore         | Serie A  | Serie A | Coppa Italia | Coppa Italia | Totale   | Totale |
| Giocatore         | Presenze | Reti    | Presenze     | Reti         | Presenze | Reti   |
| ----------------- | -------- | ------- | ------------ | ------------ | -------- | ------ |
| Ambrosini         | -        | -       | 3            | 0            | 3        | 0      |
| G. Azzini         | 31       | 0       | -            | -            | 31       | 0      |
| R. Bertoni        | -        | -       | 5            | 1            | 5        | 1      |
| I. Blason         | 31       | 1       | 6            | 0            | 37       | 1      |
| G. Bolognesi      | 2        | -5      | 4            | -4           | 6        | -9     |
| G. Bona           | 2        | 0       | 2            | 0            | 4        | 0      |
| E. Boscolo        | 25       | 5       | 2            | 0            | 27       | 5      |
| S. Brighenti (II) | 28       | 11      | 7            | 5            | 35       | 16     |
| S. Chiumento      | 23       | 3       | 6            | 2            | 29       | 5      |
| P. Ferrari        | -        | -       | 1            | 0            | 1        | 0      |
| R. Forin          | 1        | 0       | -            | -            | 1        | 0      |
| G. Galtarossa     | -        | -       | 1            | 0            | 1        | 0      |
| K. Hamrin         | 30       | 20      | 2            | 0            | 32       | 20     |
| R. Luosi          | -        | -       | 1            | 0            | 1        | 0      |
| G. Mari           | 29       | 1       | 7            | 0            | 36       | 1      |
| A. Mariani        | -        | -       | 1            | 1            | 1        | 1      |
| L. Menti (IV)     | 1        | 0       | 4            | 0            | 5        | 0      |
| A. Morello        | -        | -       | 2            | 0            | 2        | 0      |
| S. Moro           | 33       | 5       | 7            | 3            | 40       | 8      |
| Novello           | -        | -       | 4            | 1            | 4        | 1      |
| A. Pin            | 32       | -37     | 3            | -7           | 35       | -44    |
| S. Pison          | 31       | 0       | 1            | 0            | 32       | 0      |
| Pregnolato        | -        | -       | 1            | 0            | 1        | 0      |
| H. Rosa           | 30       | 6       | 2            | 0            | 32       | 6      |
| A. Scagnellato    | 32       | 0       | 5            | 0            | 37       | 0      |
| A. Secco          | 6        | 0       | 3            | 0            | 9        | 0      |
| G. Turatti        | 7        | 2       | 2            | 0            | 9        | 2      |
| L. Zannier        | -        | -       | 1            | 0            | 1        | 0      |